# Gouvernement Netanyahou IV
État d'Israël
Netanyahou III Netanyahou V
Le 34e gouvernement de l'État d'Israël, ou quatrième gouvernement Netanyahou, est un gouvernement israélien formé à l'issue des élections législatives du 17 mars 2015. Il s'agit d'une coalition de droite composée de six partis : le Likoud, Koulanou, Le Foyer juif, Shas, Judaïsme unifié de la Torah et Israel Beytenou.

## Historique et coalition
Ce gouvernement est dirigé par le Premier ministre sortant national-conservateur Benyamin Netanyahou. Il est constitué et soutenu par une coalition entre le Likoud, Koulanou, Shas, Judaïsme unifié de la Torah et Le Foyer juif. Ensemble, ils disposent de 61 députés sur 120, soit 50,8 % des sièges de la Knesset.
Il est formé à la suite des élections législatives anticipées du 17 mars 2015. Il succède au troisième gouvernement Netanyahou, formé autour d'une coalition proche.

### Coalition
Le gouvernement est une coalition composée du parti du Premier ministre, le Likoud, du parti centriste Koulanou, du parti nationaliste-religieux Le Foyer juif et de deux partis ultraorthodoxe que sont Judaïsme unifié de la Torah et Shas. 
En mai 2016, le parti nationaliste Israel Beytenou rejoint la majorité. En novembre 2018, après la démission du ministre Avigdor Liberman, le parti quitte la coalition gouvernementale.
Le gouvernement Netanyahou IV était souvent décrit comme « le plus à droite de l'histoire du pays », plusieurs de ses ministres demandant la réinsertion de la peine de mort dans le droit israélien pour les individus condamnés pour terrorisme.

### Dissolution et succession
Le gouvernement est ainsi en affaires courantes à partir de novembre 2018. Un désaccord de longue date quant à un projet de loi soutenu par les partis ultra-orthodoxes exemptant les étudiants de la Torah du service militaire provoque finalement la chute du gouvernement et un recours à des élections anticipées, que la Knesset approuve le 26 décembre par 102 voix pour,, les membres de la coalition gouvernementale s'étant accordés pour la voter. Le scrutin a lieu en avril 2019. Alors que le Likoud arrive en tête, le désaccord entre les partis de droite ne permet pour autant pas la formation d'une coalition par l'opposition. Choississant de résoudre leurs différends par les urnes, les membres de la Knesset votent dans la nuit du 29 au 30 mai la dissolution de l'assemblée et la tenue de tenue d'un nouveau scrutin le 17 septembre 2019.
Le 17 juin 2019, en prévision du scrutin de septembre, le gouvernement a été remanié avec l'entrée de deux dirigeants du bloc de droite Yamina. Le 17 septembre, Bleu et blanc arrive en tête du scrutin. Le 21 novembre, le procureur général d'Israël, Avichaï Mandelblit, annonce sa décision d'inculper Benyamin Netanyahou pour corruption, fraude et abus de confiance dans et pour fraude et abus de confiance dans deux autres affaires. Il est contraint de quitter ses portefeuilles ministériels. Cependant, le Parlement est dissout le 10 décembre après l'expiration du délai constitutionnel alloué à la formation du gouvernement. Un nouveau scrutin a lieu le 2 mars 2020.
Un arrêté juridique datant de janvier 2020 limite l'étendue des remaniements aux vacances de postes, en privilégiant d'attribuer les portefeuilles vacants à des ministres sortants. Un remaniement ministériel, prévu pour pourvoir les portefeuilles laissés vacants par la décision de la Cour suprême de novembre 2019, est ainsi retoqué,. Le 2 mars, le Likoud arrive en tête du scrutin. Le 20 avril, Gantz et Netanyahou annoncent la formation d'un gouvernement d'union nationale. Celui-ci est constitué le 17 mai.

## Composition

### Initiale (14 mai 2015)

#### Ministres
- Les nouveaux ministres sont indiqués en gras, ceux ayant changé d'attributions en italique.

| Portefeuille | Titulaire | Titulaire                             | Parti         |
| --- | --------- | ------------------------------------- | ------------- |
| Premier ministre Ministre de la Santé Ministre des Affaires étrangères Ministre des Communications Ministre de la Coopération régionale |           | Benyamin Netanyahou                   | Likoud        |
| Vice-Premier ministre Ministre de l'Intérieur                                                                                           |           | Silvan Shalom                         | Likoud        |
| Ministre de la Défense |           | Moshe Ya'alon                         | Likoud        |
| Ministre de l'Éducation Ministre de Jérusalem et de la Diaspora (jusqu'au 01/06/2015) Ministre de la Diaspora (à partir du 01/06/2015)  |           | Naftali Bennett                       | Le Foyer juif |
| Ministre de la Justice |           | Ayelet Shaked                         | Le Foyer juif |
| Ministre de l'Économie et de l'Industrie Ministre pour le Développement du Néguev et de la Galilée                                      |           | Aryé Dery                             | Shas          |
| Ministre de la Sécurité publique (jusqu'au 25/05/2015) Ministre du Tourisme                                                             |           | Yariv Levin                           | Likoud        |
| Ministre des Finances |           | Moshe Kahlon                          | Koulanou      |
| Ministre du Travail, des Affaires sociales et des Services sociaux                                                                      |           | Haim Katz                             | Likoud        |
| Ministre de la Culture et du Sport |           | Miri Regev                            | Likoud        |
| Ministre de l'Agriculture et du Développement rural                                                                                     |           | Uri Ariel                             | Le Foyer juif |
| Ministre des Infrastructures nationales, de l'Énergie et des Ressources en eau                                                          |           | Yuval Steinitz                        | Likoud        |
| Ministre de la Construction et du Logement                                                                                              |           | Yoav Galant                           | Koulanou      |
| Ministre de la Protection environnementale                                                                                              |           | Avi Gabbay                            | Koulanou      |
| Ministre de l'Immigration et de l'Intégration Ministre des Affaires de Jérusalem et du Patrimoine (à partir du 01/06/2015)              |           | Ze'ev Elkin                           | Likoud        |
| Ministre de la Science, de la Technologie et de l'Espace                                                                                |           | Danny Danon                           | Likoud        |
| Ministre des Transports et de la Sécurité routière Ministre du Renseignement                                                            |           | Israël Katz                           | Likoud        |
| Ministre des Affaires religieuses |           | David Azulai                          | Shas          |
| Ministre de l'Égalité des sexes |           | Gila Gamliel                          | Likoud        |
| Ministre de la Sécurité publique Ministre de l'Information Ministre des Affaires stratégiques                                           |           | Guilad Erdan (à partir du 25/05/2015) | Likoud        |

#### Ministres délégués
| Portefeuille                                | Titulaire | Titulaire                             | Parti                       |
| ------------------------------------------- | --------- | ------------------------------------- | --------------------------- |
| Ministre délégué aux Affaires étrangères    |           | Tzipi Hotovely (jusqu'au 21/01/2020)  | Likoud                      |
| Ministre délégué à la Coopération régionale |           | Ayoub Kara (jusqu'au 22/01/2017)      | Likoud                      |
| Ministre délégué à la Santé                 |           | Yaakov Litzman (jusqu'au 29/12/2019)  | Judaïsme unifié de la Torah |
| Ministre délégué à la Défense               |           | Eli Ben-Dahan (jusqu'au 10/03/2019)   | Le Foyer juif               |
| Ministre délégué à la Défense               |           | Avi Dichter                           | Likoud                      |
| Ministre délégué à l'Éducation              |           | Meir Porush                           | Judaïsme unifié de la Torah |
| Ministre délégué aux Affaires sociales      |           | Meshulam Nahari (jusqu'au 13/01/2016) | Shas                        |
| Ministre délégué aux Finances               |           | Yitzhak Cohen                         | Shas                        |

### Remaniement du2 septembre 2015
- Les nouveaux ministres sont indiqués en gras, ceux ayant changé d'attributions en italique.

| Portefeuille | Titulaire | Titulaire                                                                       | Parti                       |
| --- | --------- | ------------------------------------------------------------------------------- | --------------------------- |
| Premier ministre Ministre des Affaires étrangères Ministre des Communications Ministre de la Coopération régionale Ministre de l'Économie et de l'Industrie (à partir du 01/02/2016) |           | Benyamin Netanyahou                                                             | Likoud                      |
| Vice-Premier ministre |           | Silvan Shalom (jusqu'au 27/12/2015)                                             | Likoud                      |
| Ministre de la Défense |           | Moshe Ya'alon (jusqu'au 20/05/2015) Benyamin Netanyahou a.i.                    | Likoud                      |
| Ministre de l'Éducation Ministre de la Diaspora |           | Naftali Bennett                                                                 | Le Foyer juif               |
| Ministre de la Justice |           | Ayelet Shaked                                                                   | Le Foyer juif               |
| Ministre de l'Économie et de l'Industrie (jusqu'au 01/02/2016) Ministre pour le Développement du Néguev et de la Galilée                                                             |           | Aryé Dery                                                                       | Shas                        |
| Ministre du Tourisme |           | Yariv Levin                                                                     | Likoud                      |
| Ministre des Finances |           | Moshe Kahlon                                                                    | Koulanou                    |
| Ministre du Travail, des Affaires sociales et des Services sociaux |           | Haim Katz                                                                       | Likoud                      |
| Ministre de la Culture et du Sport |           | Miri Regev                                                                      | Likoud                      |
| Ministre de l'Agriculture et du Développement rural |           | Uri Ariel                                                                       | Le Foyer juif               |
| Ministre des Infrastructures nationales, de l'Énergie et des Ressources en eau |           | Yuval Steinitz                                                                  | Likoud                      |
| Ministre de la Construction et du Logement |           | Yoav Galant                                                                     | Koulanou                    |
| Ministre de la Protection environnementale |           | Avi Gabbay                                                                      | Koulanou                    |
| Ministre de l'Immigration et de l'Intégration Ministre des Affaires de Jérusalem et du Patrimoine                                                                                    |           | Ze'ev Elkin                                                                     | Likoud                      |
| Ministre des Transports et de la Sécurité routière Ministre du Renseignement |           | Israël Katz                                                                     | Likoud                      |
| Ministre des Affaires religieuses |           | David Azulai                                                                    | Shas                        |
| Ministre de l'Égalité des sexes |           | Gila Gamliel                                                                    | Likoud                      |
| Ministre de la Sécurité publique Ministre de l'Information Ministre des Affaires stratégiques                                                                                        |           | Guilad Erdan                                                                    | Likoud                      |
| Ministre de la Science et de la Technologie |           | Ofir Akunis                                                                     | Likoud                      |
| Ministre de la Santé |           | Yaakov Litzman                                                                  | Judaïsme unifié de la Torah |
| Ministre de l'Intérieur |           | Silvan Shalom (jusqu'au 28/12/2015) Benyamin Netanyahou (28/12/2015-11/01/2016) | Likoud                      |
| Ministre de l'Intérieur |           | Aryé Dery                                                                       | Shas                        |

### Remaniement du30-31 mai 2016
- Les nouveaux ministres sont indiqués en gras, ceux ayant changé d'attributions en italique.

| Portefeuille | Titulaire | Titulaire                               | Parti                       |
| --- | --------- | --------------------------------------- | --------------------------- |
| Premier ministre Ministre des Affaires étrangères Ministre des Communications Ministre de la Coopération régionale (jusqu'au 26/12/2016) Ministre de l'Économie et de l'Industrie (jusqu'au 01/08/2016) |           | Benyamin Netanyahou                     | Likoud                      |
| Ministre de la Défense |           | Avigdor Liberman                        | Israel Beytenou             |
| Ministre de l'Éducation Ministre de la Diaspora |           | Naftali Bennett                         | Le Foyer juif               |
| Ministre de la Justice |           | Ayelet Shaked                           | Le Foyer juif               |
| Ministre pour le Développement du Néguev et de la Galilée |           | Aryé Dery                               | Shas                        |
| Ministre du Tourisme |           | Yariv Levin                             | Likoud                      |
| Ministre des Finances Ministre de la Protection environnementale (jusqu'au 01/08/2016) Ministre de l'Économie et de l'Industrie (à partir du 01/08/2016)                                                |           | Moshe Kahlon                            | Koulanou                    |
| Ministre du Travail, des Affaires sociales et des Services sociaux |           | Haim Katz                               | Likoud                      |
| Ministre de la Culture et du Sport |           | Miri Regev                              | Likoud                      |
| Ministre de l'Agriculture et du Développement rural |           | Uri Ariel                               | Le Foyer juif               |
| Ministre des Infrastructures nationales, de l'Énergie et des Ressources en eau |           | Yuval Steinitz                          | Likoud                      |
| Ministre de la Construction et du Logement |           | Yoav Galant                             | Koulanou                    |
| Ministre des Affaires de Jérusalem et du Patrimoine Ministre de la Protection environnementale (à partir du 01/08/2016)                                                                                 |           | Ze'ev Elkin                             | Likoud                      |
| Ministre des Transports et de la Sécurité routière Ministre du Renseignement |           | Israël Katz                             | Likoud                      |
| Ministre des Affaires religieuses |           | David Azulai                            | Shas                        |
| Ministre de l'Égalité des sexes |           | Gila Gamliel                            | Likoud                      |
| Ministre de la Sécurité publique Ministre de l'Information Ministre des Affaires stratégiques |           | Guilad Erdan                            | Likoud                      |
| Ministre de la Science et de la Technologie |           | Ofir Akunis                             | Likoud                      |
| Ministre de la Santé |           | Yaakov Litzman                          | Judaïsme unifié de la Torah |
| Ministre de l'Intérieur |           | Aryé Dery                               | Shas                        |
| Ministre de l'Immigration et de l'Intégration |           | Sofa Landver                            | Israel Beytenou             |
| Ministre de la Coopération régionale |           | Tzachi Hanegbi (à partir du 26/12/2016) | Likoud                      |

### Remaniement du23 janvier 2017
- Les nouveaux ministres sont indiqués en gras, ceux ayant changé d'attributions en italique.

| Portefeuille | Titulaire | Titulaire                                                                                       | Parti                            |
| --- | --------- | ----------------------------------------------------------------------------------------------- | -------------------------------- |
| Premier ministre Ministre des Affaires étrangères (jusqu'au 17/02/2019) Ministre des Communications (jusqu'au 21/02/2017) Ministre de la Santé (à partir du 28/11/2017) Ministre de la Défense (à partir du 16/11/2018) |           | Benyamin Netanyahou                                                                             | Likoud                           |
| Ministre de la Défense |           | Avigdor Liberman (jusqu'au 16/11/2018)                                                          | Israel Beytenou                  |
| Ministre de l'Éducation Ministre de la Diaspora |           | Naftali Bennett (jusqu'au 02/06/2019)                                                           | Le Foyer juif/La Nouvelle Droite |
| Ministre de la Justice |           | Ayelet Shaked (jusqu'au 05/06/2019)                                                             | Le Foyer juif                    |
| Ministre de la Justice |           | Amir Ohana                                                                                      | Likoud                           |
| Ministre pour le Développement du Néguev et de la Galilée |           | Aryé Dery                                                                                       | Shas                             |
| Ministre du Tourisme |           | Yariv Levin                                                                                     | Likoud                           |
| Ministre des Finances |           | Moshe Kahlon                                                                                    | Koulanou                         |
| Ministre du Travail, des Affaires sociales et des Services sociaux |           | Haim Katz                                                                                       | Likoud                           |
| Ministre de la Culture et du Sport |           | Miri Regev                                                                                      | Likoud                           |
| Ministre de l'Agriculture et du Développement rural |           | Uri Ariel                                                                                       | Le Foyer juif                    |
| Ministre des Infrastructures nationales, de l'Énergie et des Ressources en eau |           | Yuval Steinitz                                                                                  | Likoud                           |
| Ministre de la Construction et du Logement |           | Yoav Galant (jusqu'au 09/01/2019) Yifat Shasha-Biton                                            | Koulanou                         |
| Ministre des Affaires de Jérusalem et du Patrimoine Ministre de la Protection environnementale |           | Ze'ev Elkin                                                                                     | Likoud                           |
| Ministre des Transports et de la Sécurité routière Ministre du Renseignement |           | Israël Katz                                                                                     | Likoud                           |
| Ministre des Affaires religieuses |           | David Azulai (jusqu'au 24/10/2018) Aryé Dery (jusqu'au 01/01/2019) Yitzhak Vaknin               | Shas                             |
| Ministre de l'Égalité des sexes |           | Gila Gamliel                                                                                    | Likoud                           |
| Ministre de la Sécurité publique Ministre de l'Information Ministre des Affaires stratégiques |           | Guilad Erdan                                                                                    | Likoud                           |
| Ministre de la Science et de la Technologie |           | Ofir Akunis                                                                                     | Likoud                           |
| Ministre de la Santé |           | Yaakov Litzman (jusqu'au 28/11/2017)                                                            | Judaïsme unifié de la Torah      |
| Ministre de l'Intérieur |           | Aryé Dery                                                                                       | Shas                             |
| Ministre de l'Immigration et de l'Intégration |           | Sofa Landver (jusqu'au 18/11/2018)                                                              | Israel Beytenou                  |
| Ministre de l'Immigration et de l'Intégration |           | Benyamin Netanyahou (jusqu'au 24/12/2018) Yariv Levin a.i. Yoav Galant (à partir du 09/01/2019) | Likoud                           |
| Ministre de la Coopération régionale Ministre des Communications a.i. (21/02-29/05/2017) |           | Tzachi Hanegbi                                                                                  | Likoud                           |
| Ministre de l'Économie et de l'Industrie |           | Eli Cohen                                                                                       | Koulanou                         |
| Ministre auprès du Cabinet du Premier ministre (jusqu'au 29/05/2017) Ministre des Communications (à partir du 29/05/2017)                                                                                               |           | Ayoub Kara                                                                                      | Likoud                           |
| Ministre des Affaires étrangères |           | Israël Katz (à partir du 17/02/2019)                                                            | Likoud                           |

### Remaniement du17 juin 2019
- Les nouveaux ministres sont indiqués en gras, ceux ayant changé d'attributions en italique.

| Portefeuille | Titulaire | Titulaire | Parti                       |
| --- | --------- | --- | --------------------------- |
| Premier ministre Ministre de la Défense (jusqu'au 16/11/2019) Ministre de la Santé (jusqu'au 29/12/2019) Ministre du Travail, des Affaires sociales et des Services sociaux a.i. (à partir du 19/08/2019) Ministre de la Diaspora a.i. (à partir du 28/10/2019) Ministre de l'Agriculture et du Développement rural (à partir du 16/11/2019) |           | Benyamin Netanyahou                                                                                              | Likoud                      |
| Ministre de la Défense |           | Naftali Bennett (à partir du 16/11/2019)                                                                         | La Nouvelle Droite          |
| Ministre de l'Éducation |           | Rafi Peretz | Le Foyer juif               |
| Ministre de la Justice |           | Amir Ohana | Likoud                      |
| Ministre pour le Développement du Néguev et de la Galilée |           | Aryé Dery | Shas                        |
| Ministre du Tourisme |           | Yariv Levin | Likoud                      |
| Ministre des Finances |           | Moshe Kahlon | Koulanou                    |
| Ministre du Travail, des Affaires sociales et des Services sociaux |           | Haim Katz (jusqu'au 19/08/2019)                                                                                  | Likoud                      |
| Ministre de la Culture et du Sport |           | Miri Regev | Likoud                      |
| Ministre de l'Agriculture et du Développement rural |           | Uri Ariel (jusqu'au 15/11/2019)                                                                                  | Le Foyer juif               |
| Ministre des Infrastructures nationales, de l'Énergie et des Ressources en eau |           | Yuval Steinitz                                                                                                   | Likoud                      |
| Ministre de la Construction et du Logement |           | Yifat Shasha-Biton                                                                                               | Koulanou                    |
| Ministre des Affaires de Jérusalem et du Patrimoine Ministre de la Protection environnementale |           | Ze'ev Elkin | Likoud                      |
| Ministre du Renseignement |           | Israël Katz | Likoud                      |
| Ministre des Affaires religieuses |           | Yitzhak Vaknin                                                                                                   | Shas                        |
| Ministre de l'Égalité des sexes |           | Gila Gamliel | Likoud                      |
| Ministre de la Sécurité publique Ministre de l'Information Ministre des Affaires stratégiques |           | Guilad Erdan | Likoud                      |
| Ministre de la Science et de la Technologie |           | Ofir Akunis | Likoud                      |
| Ministre de la Santé |           | Yaakov Litzman (à partir du 29/12/2019)                                                                          | Judaïsme unifié de la Torah |
| Ministre de l'Intérieur |           | Aryé Dery | Shas                        |
| Ministre de l'Immigration et de l'Intégration |           | Yoav Galant | Likoud                      |
| Ministre de la Coopération régionale |           | Tzachi Hanegbi                                                                                                   | Likoud                      |
| Ministre de l'Économie et de l'Industrie |           | Eli Cohen | Koulanou                    |
| Ministre des Communications |           | Ayoub Kara (jusqu'au 26/06/2019) Benyamin Netanyahou (26/06 au 01/07/2019) Dudi Amsalem (à partir du 01/07/2019) | Likoud                      |
| Ministre des Affaires étrangères |           | Israël Katz | Likoud                      |
| Ministre des Transports et de la Sécurité routière |           | Bezalel Smotrich                                                                                                 | Tkuma                       |

### Remaniement du20 janvier 2020
- Les nouveaux ministres sont indiqués en gras, ceux ayant changé d'attributions en italique.

| Portefeuille                                                                                                   | Titulaire | Titulaire           | Parti                       |
| --- | --------- | ------------------- | --------------------------- |
| Premier ministre                                                                                               |           | Benyamin Netanyahou | Likoud                      |
| Ministre de la Défense                                                                                         |           | Naftali Bennett     | La Nouvelle Droite          |
| Ministre de l'Éducation                                                                                        |           | Rafi Peretz         | Le Foyer juif               |
| Ministre de la Justice                                                                                         |           | Amir Ohana          | Likoud                      |
| Ministre pour le Développement du Néguev et de la Galilée                                                      |           | Aryé Dery           | Shas                        |
| Ministre du Tourisme                                                                                           |           | Yariv Levin         | Likoud                      |
| Ministre des Finances                                                                                          |           | Moshe Kahlon        | Koulanou                    |
| Ministre de la Culture et du Sport                                                                             |           | Miri Regev          | Likoud                      |
| Ministre de la Diaspora                                                                                        |           | Tzipi Hotovely      | Likoud                      |
| Ministre des Infrastructures nationales, de l'Énergie et des Ressources en eau                                 |           | Yuval Steinitz      | Likoud                      |
| Ministre de la Construction et du Logement                                                                     |           | Yifat Shasha-Biton  | Koulanou                    |
| Ministre des Affaires de Jérusalem et du Patrimoine Ministre de la Protection environnementale                 |           | Ze'ev Elkin         | Likoud                      |
| Ministre de la Science et de la Technologie Ministre du Travail, des Affaires sociales et des Services sociaux |           | Ofir Akunis         | Likoud                      |
| Ministre du Renseignement                                                                                      |           | Israël Katz         | Likoud                      |
| Ministre des Affaires religieuses                                                                              |           | Yitzhak Vaknin      | Shas                        |
| Ministre de l'Égalité des sexes                                                                                |           | Gila Gamliel        | Likoud                      |
| Ministre de la Sécurité publique Ministre de l'Information Ministre des Affaires stratégiques                  |           | Guilad Erdan        | Likoud                      |
| Ministre de la Santé                                                                                           |           | Yaakov Litzman      | Judaïsme unifié de la Torah |
| Ministre de l'Intérieur                                                                                        |           | Aryé Dery           | Shas                        |
| Ministre de l'Immigration et de l'Intégration                                                                  |           | Yoav Galant         | Likoud                      |
| Ministre de la Coopération régionale Ministre de l'Agriculture et du Développement rural                       |           | Tzachi Hanegbi      | Likoud                      |
| Ministre de l'Économie et de l'Industrie                                                                       |           | Eli Cohen           | Koulanou                    |
| Ministre des Communications                                                                                    |           | Dudi Amsalem        | Likoud                      |
| Ministre des Affaires étrangères                                                                               |           | Israël Katz         | Likoud                      |
| Ministre des Transports et de la Sécurité routière                                                             |           | Bezalel Smotrich    | Tkuma                       |